# Amazônico (período)

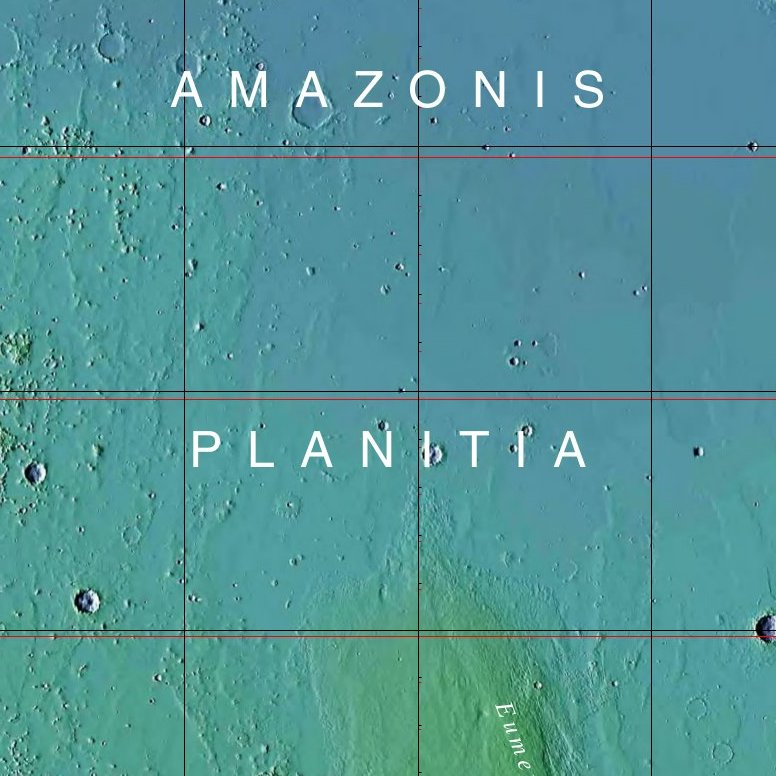
Amazonis Planitia.

Amazônico é um sistema geológico e período atual do planeta Marte e cobre pelo menos metade da escala do planeta. O sistema começa há cerca de 2,9 bilhões de anos e vem depois do Hesperiano. Ele é particularmente reconhecido pela prática da maré da relação climática.
O Amazônico tem erosão mudando grandes partes da superfície marítima; mas também tem o vulcanismo mais diversificado, entra em na forma de erupções no Monte Olimpo.
O início da Amazônico é definido pelo fato de que o solo foi preenchido com depósitos lamacentos.